# Zadrau
Zadrau ist ein Ortsteil der Gemeinde Gusborn im Landkreis Lüchow-Dannenberg in Niedersachsen.

## Geographie
Der Ort liegt sechs Kilometer südlich von Quickborn, dem Sitz der Gemeinde. Südöstlich des Ortes liegt das Naturschutzgebiet Die Lucie.

## Geschichte
Für das Jahr 1848 wird angegeben, dass Zadrau 22 Wohngebäude hatte, in denen 179 Einwohner lebten. Zu der Zeit gab es im Ort eine Schule, eingepfarrt war der Ort nach Quickborn.
Am 1. Dezember 1910 hatte Zadrau als eigenständige Gemeinde im Kreis Dannenberg 156 Einwohner. Am 1. Juli 1972 wurde die bis dahin selbständige Gemeinde in die neu gebildete Gemeinde Gusborn eingemeindet.